# Escultura de la Antigua Grecia

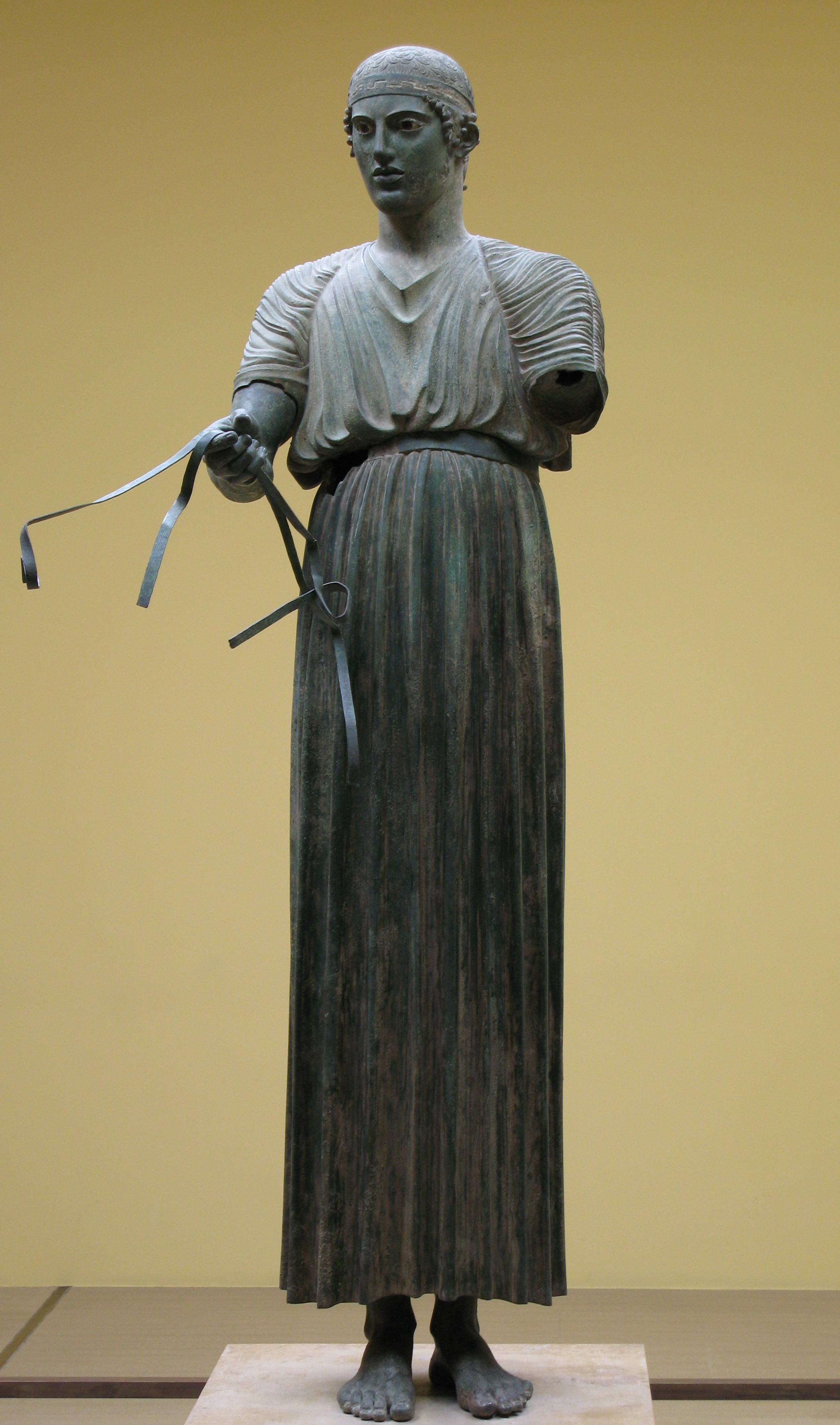
El Auriga de Delfos, escultura del periodo clásico.

El arte de la Antigua Grecia cultivó todos los géneros de escultura, adoptando como materiales más comunes el mármol y el bronce y tomando como asuntos principales los mitológicos y los guerreros, a los cuales añadió en su última época el retrato de personajes históricos.
Este periodo se ha reconocido entre los mejores tiempos del Arte (los de Fidias) y entre sus características están la expresión idealizada de la realidad, la proporción orgánica regular, el alejamiento de lo vago y monstruoso, la precisión en los contornos y detalles, la armonía y belleza en las formas y la finura en la ejecución.

## División de la escultura
La escultura griega suele dividirse en cuatro periodos históricos bien delimitados a los cuales preceden el protohistórico o minoico y el micénico. En este último se desarrolló, por espacio de unos veinte siglos (desde el año 3000 al 1100 a. C. aproximadamente), un arte rudimentario pero lleno de vida y movimiento que modeló el barro y trabajó la piedra, el marfil, el hueso e incluso el oro, el plomo y el bronce, produciendo relieves, grabados, entalles mitológicos en piedras finas y pequeñas estatuas e idolillos. Aunque labrados con cierta tosquedad, se presentan a veces con admirable corrección en el dibujo que parece recordar el arte de los cazadores del reno los cuales pudieron tener con la civilización egea algún lazo histórico.
Los cuatro períodos arqueológicos que tras un prolongado silencio artístico siguieron al micénico se distinguen del siguiente modo:
1. El período de formación, desde aproximadamente el 620 a. C. al 540 a. C.
2. El período arcaico, desde el 540 a. C. al 460 a. C.
3. El período de perfección o clásico, hasta finales del siglo IV a. C.
4. El período de difusión, que algunos llaman de decadencia, después de Alejandro Magno hasta la conquista de Grecia por Roma, de 323 a. C. a 146 a. C.[4]

## Período de formación

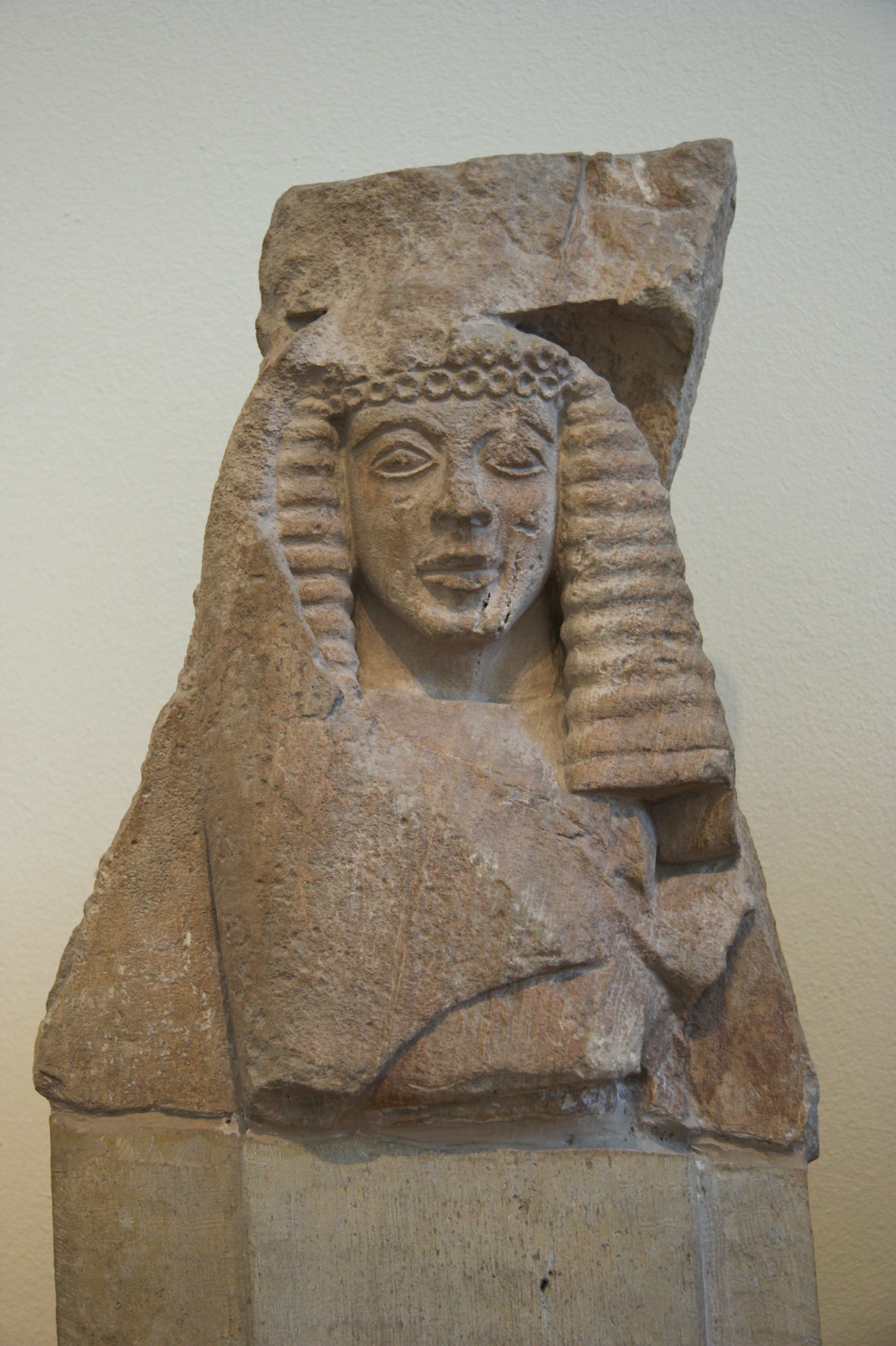
Escultura de una diosa, hacia 620 a. C., Museo Arqueológico Nacional de Atenas.

En el primer período después de los rudimentarios ídolos de madera llamados xoanon, planos por delante y por detrás y redondeados en los bordes, descubiertos en Delos (atribuidos al mítico Dédalo) y después de las primeras estatuas de mármol de tosco labrado y a modo de columnas, va recorriendo el arte un camino de progreso que empieza en las escuelas jónico-asiáticas de Samos y Quíos (islas de Asia Menor) y sigue en la dórica Sición (Peloponeso) a principios del siglo VI. Las jónicas se distinguen por cierta elegancia y simetría en el plegado de los paños como es de ver en las diferentes Ártemis (o Dianas primitivas) que son obras principales de dichas escuelas. La dórica, por la robustez y el aspecto varonil de sus figuras y unas y otras por los reflejos de la tradición asiática en que debieron inspirarse, imitando modelos de procedencia oriental. No obstante, en la escuela dórica se hace menos visible el influjo asiático y se revela ya por el espíritu de independencia sobre todo, en la talla de sus Apolos desnudos y de aspecto varonil. En los relieves de este periodo se advierte por lo general la misma técnica de los asirios arriba mencionada.

## Período arcaico
Entre los siglos XII-IX a. C., y de forma un tanto brusca, se produce el colapso de la civilización micénica,  dando lugar a un paréntesis denominado como la Edad Oscura griega.Tras varios siglos de constantes invasiones y numerosas pérdidas de la cultura micénica, en el siglo VIII a. C. se produce un nuevo período histórico, denominado como la Época arcaica, este período fue el auge de la escultura arcaica.

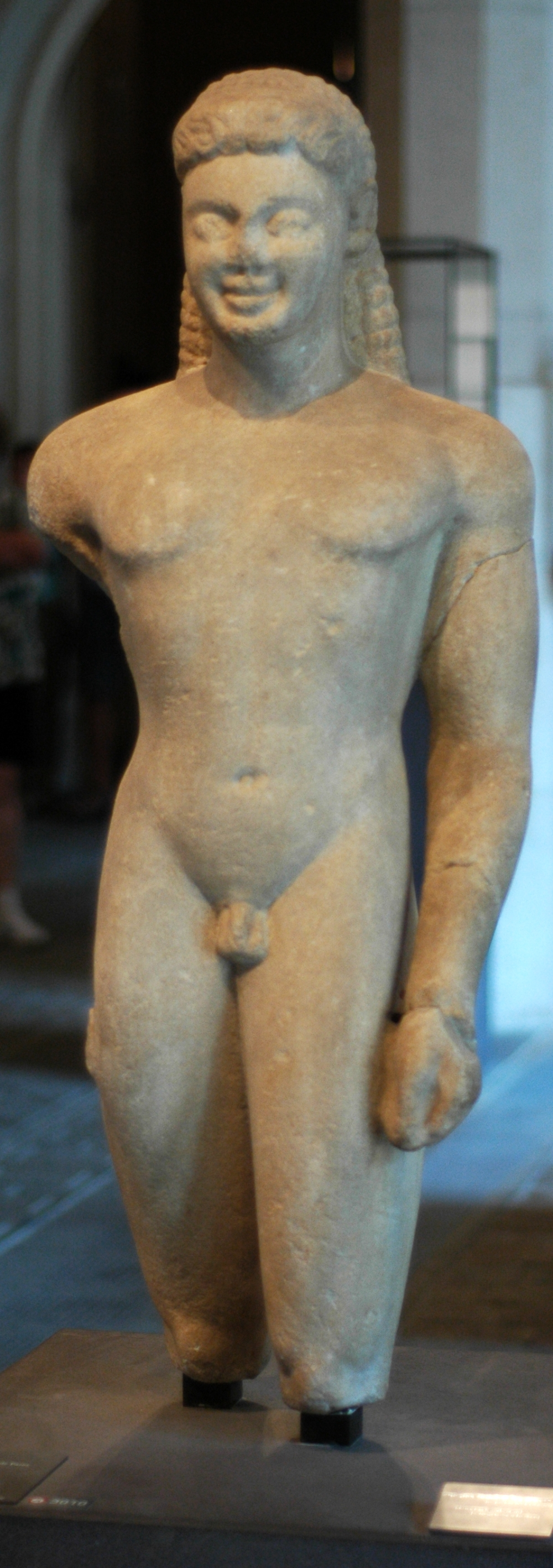
Kuros del Asclepeion de Paros.

La escultura arcaica empezó mostrando su gran admiración por la escultura egipcia, las figuras geométricas y las posiciones rígidas eran lo más característico de este estilo, aun así, este tipo de escultura fue evolucionando hasta conseguir ser más natural.También hay que destacar la exageración de las facciones de la cara, los ojos prominentes fueron algo muy emblemático durante el comienzo de este período artístico, esculturas como Cleobis y Bitón son un claro ejemplo de ello.

Gracias a los primeros juegos de atletismo se comenzaron a realizar esculturas masculinas, a estas se las denominó Kuros, imágenes de los atletas vencedores. Más tarde, los vestidos fueron un complemento más en la vestimenta de las estatuas arcaicas, pero sobre todo con la representación femenina, que le daba un tono aún más rígido a la estructura de la escultura.

## Período clásico
El tercer período señala el apogeo de la escultura, siendo Fidias el que a mediados del siglo V a. C. la llevó a su esplendor. Pero antes forman una especie de transición los escultores Cálamis y Mirón, los cuales vencen la rigidez del anterior periodo dando a las figuras delicadeza y gracia el primero y expresión de movimiento el segundo. Fidias, condiscípulo de Mirón en la escuela de Agéladas (de Argos), se celebra como escultor de los dioses pues nadie como él en el mundo antiguo supo dar a sus creaciones artísticas actitud noble y serena y sello de lo divino sin que le hiciera falta para ello el simbolismo. Obras suyas fueron entre otras:

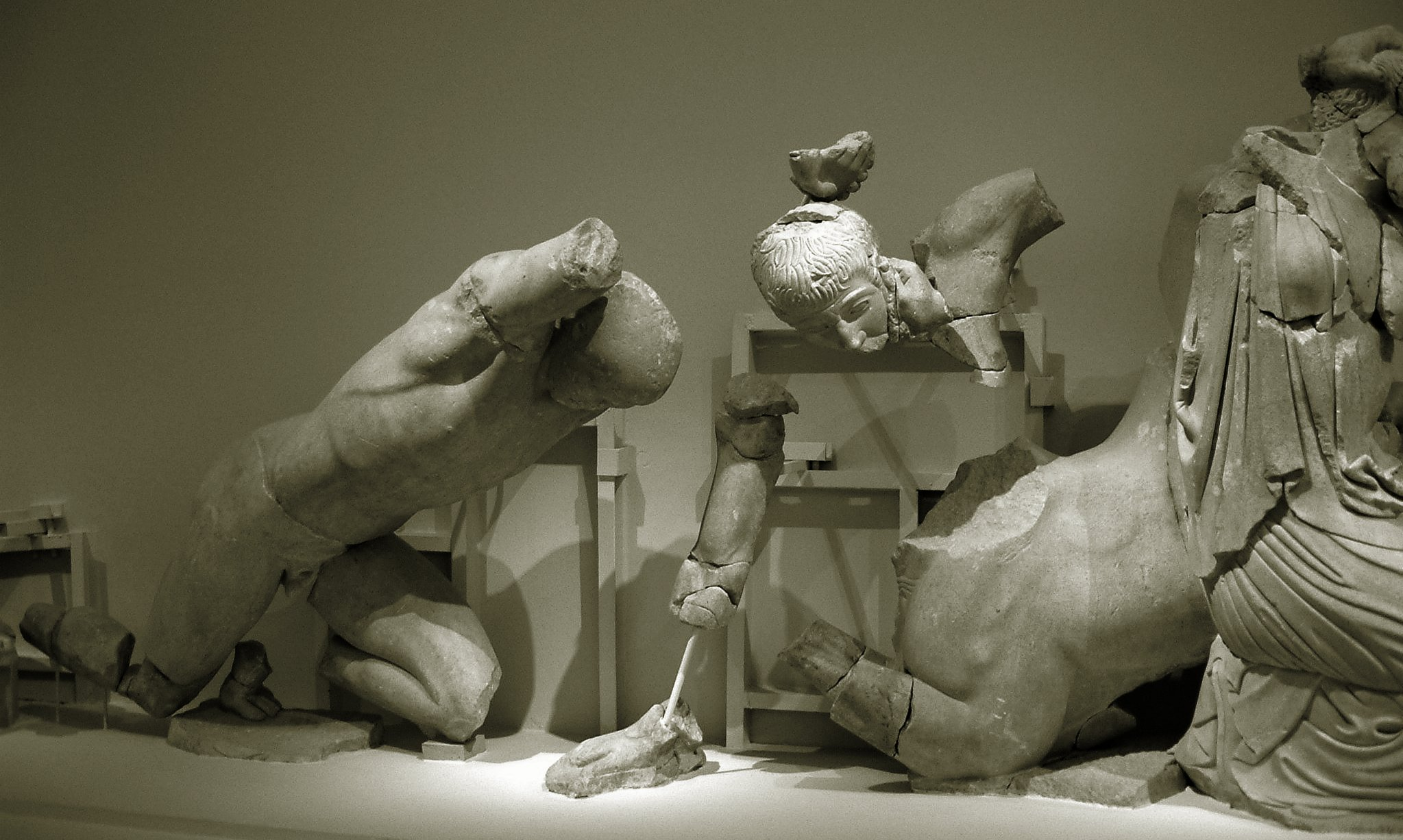
Lucha entre lápitas y centauros. Friso del templo de Zeus en Olimpia.

- las estatuas crisoelefantinas (de oro y marfil) de Zeus para el templo de Olimpia y la de Atenea para el Partenón de Atenas. Esta última medía unos doce metros sobre su pedestal, siendo de marfil las carnaciones y oro las vestiduras.
- algunas de las esculturas que adornaban los tímpanos y frisos de este segundo templo.

Contemporáneo y condiscípulo de Fidias fue Policleto, que en su tiempo alcanzó tanta fama como él, notable por la corrección en el dibujo, finura en los detalles y expresión noble de la fuerza y forma humanas, en contraposición al tipo sobrehumano de Fidias. Ambos artistas se consideran como genios superiores de la escultura. Policleto fijó el canon escultórico, modificado después por Eufránor y Lisipo y representa con Mirón el progreso de la escuela argivo-sicionia o dórica de Canaco y Agéladas, siendo obras suyas varios atletas y la famosa Amazona presente en los Museos Vaticanos. 

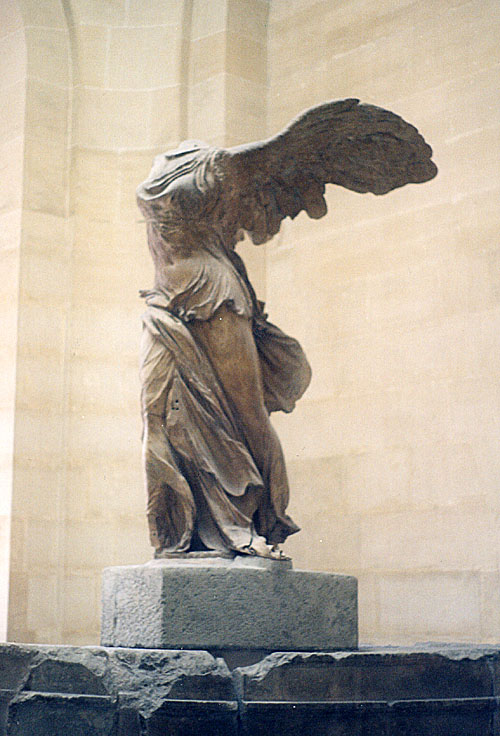
Victoria de Samotracia.

Los imitadores de Fidias constituyen la escuela llamada de tradición ática o jónica en la cual brillan Agorácrito, Alcámenes y Peonio. Se cuentan entre las mejores obras de la escuela las siguientes:
- las cariátides del Erecteión
- los relieves del templo de la Victoria Áptera
- las estatuas del frontón del templo de Olimpia.

A la misma tradición se hace corresponder el puteal o brocal de pozo con bajorrelieves que guarda el Museo Arqueológico Nacional de España, que fue hallado en Madrid y es conocido como el Puteal de la Moncloa. Continuadores de la escuela dórica de Policleto fueron Pericletes, Arístides y Atenodoro de Rodas. 
Entrado ya el siglo IV a. C., la escultura toma un carácter realista que degenera en sensualismo con Escopas y Praxíteles (pertenecientes más bien a la escuela ática) al buscar el sentimiento, la gracia y la delicadeza en vez de la grandiosidad y elevación que distinguía a los anteriores. De esta época y, sobre todo, de Praxíteles son varios Faunos, Afroditas, Dionisos y Apolos sin las formas atléticas de tradición dórica. A Escopas se atribuye entre sus mejores obras
- el grupo de Níobe con su hija
- la Afrodita de Cnido
- la Victoria de Samotracia, en el Museo del Louvre
- incluso, la Venus de Milo (muy discutida y puede ser una Anfítrite de la escuela de Fidias), también en el Museo del Louvre.

En cambio, los escultores de la escuela argivosicionia como Eufranor y Lisipo, continúan fieles al espíritu clásico sin dejar de ser muy realistas. A Lisipo atribuyó Plinio el Viejo más de 1500 estatuas, la mayor parte de bronce y se distingue en la expresión del carácter individual que supo imprimir en ellas. A él o a otro escultor de Quíos se adjudica la cuadriga de bronce dorado que hoy adorna la fachada de San Marcos de Venecia (y que otros suponen romana de la época de Nerón) y de él fueron todas las esculturas que representaron a Alejandro Magno. Entre los escultores del Peloponeso que siguieron la misma línea realista figura Cares de Lindos, autor de la gigantesca estatua del Sol de 33 metros conocida como el Coloso de Rodas que estuvo en la isla de este nombre.

## Período helenístico

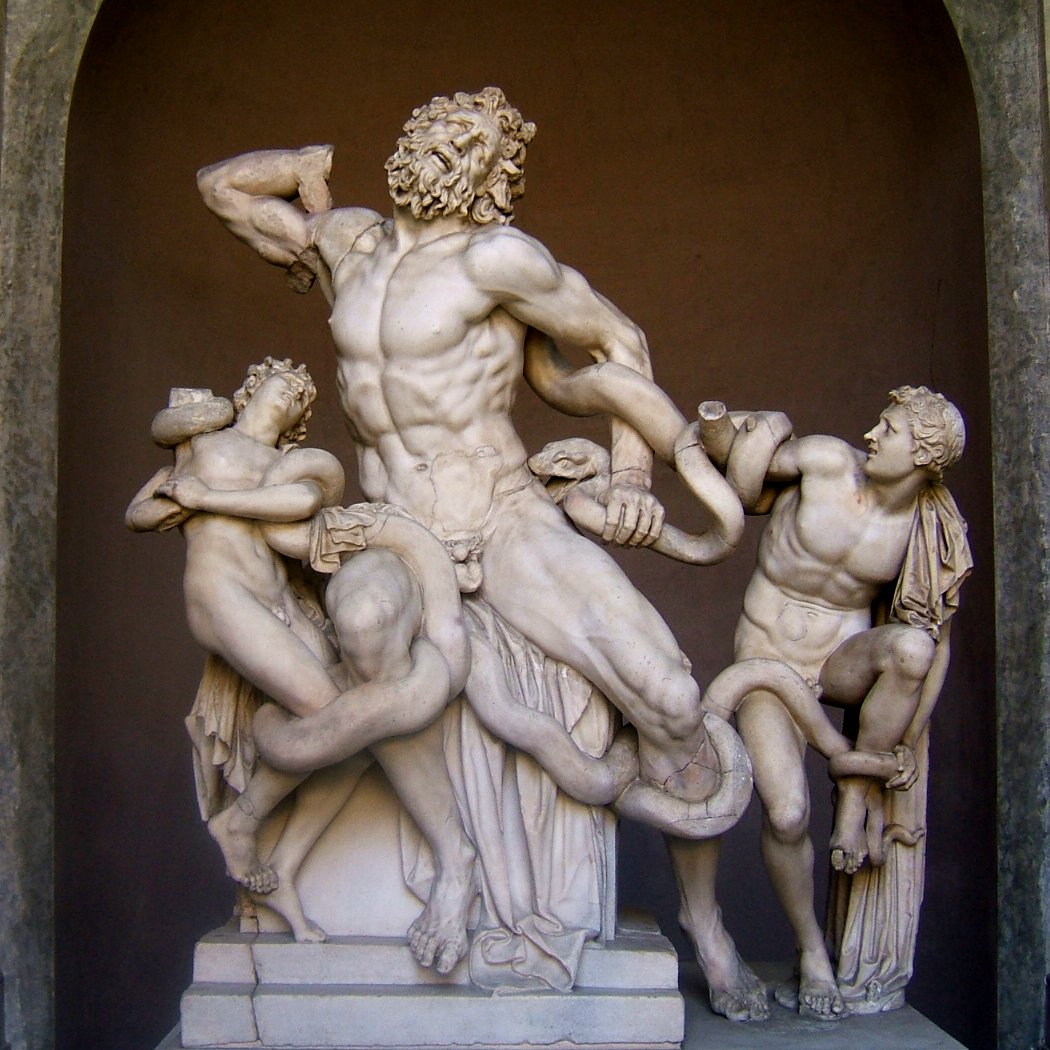
Laoconte y sus hijos.

El cuarto período que es el de difusión se llama también alejandrino y helenístico por corresponder a la época de la expansión fuera de Grecia llevada a cabo por Alejandro Magno.
En él, las escuelas salen de Grecia y figuran principalmente en Pérgamo, Rodas, Trales, Antioquía y Alejandría, distinguiéndose por su realismo, alguna exageración en las actitudes, predilección por las escenas trágicas o dolorosas y cultivo por el retrato. Son muy celebrados: 
- el grupo de Laoconte y sus hijos de la escuela de Rodas, que hoy se halla en el Museo del Vaticano;
- el Toro Farnesio de la escuela de Trales;[4]
- el Gálata moribundo de la escuela de Pérgamo.

La escuela griega de Alejandría se distinguió por los asuntos simbólicos o alegóricos y los rústicos o campestres que fueron objeto de sus relieves o estatuas.

## Glíptica
Durante todos los periodos enumerados, se cultivó en Grecia con perfección admirable la glíptica, ya ensayada en el arte micénico y antes cultivada en Egipto y Caldea. Se conservan en los Museos magníficas colecciones de primorosos entalles y camafeos, labrados con piedras finas (ágatas, por lo común con sus afines) que sirvieron para anillos y demás joyas de la opulencia griega y que tal vez mejor que los demás objetos artísticos, revelan el gusto y la habilidad insuperable del pueblo griego para con la escultura. Tomó por patrón de su glíptica en sus principios el escarabeo de los egipcios sustituyendo el jeroglífico por la figura mitológica y alguna inscripción griega. Y aunque desde el siglo V a. C. se fue abandonando la forma del escarabajo, conservó siempre el corte oval o elíptico y convexo en las gemas grabadas. La más notable de estas es un camafeo de la época helenística, labrado tal vez en Alejandría y conservado en el Museo del Hermitage en San Petersburgo. Representa los bustos de un Tolomeo y su esposa (Tolomeo II y Arsinoe, probablemente) y mide 17 centímetros de largo por 13 de ancho. Se denomina Camafeo Gonzaga por haber pertenecido al duque de Mantua. A dichos camafeos de factura griega deben agregarse también los llamados vasos murrinos (nombre que, al parecer, les da Plinio el Viejo) y son ciertas copas talladas en ágata u otra piedra fina que suelen tener relieves magníficos. Los más famosos entre estos son 
- la llamada Copa de los Ptolomeos, vaso de ágata con pie y con figuras alusivas a Baco
- la Taza Farnesio, del Museo de Nápoles.

Ambas pueden considerarse obra helenística de Alejandría. Dicha taza tiene la forma de un platillo de cornalina de ocho centímetros de diámetro con ocho figuras en el interior y la cabeza de Medusa en la externa. La glíptica griega y romana no ha podido ser superada nunca ni siquiera por el arte moderno...

## Coroplastia
En trabajos de coroplastia (estatuas y relieves de barro cocido) sobresalió igualmente el pueblo artista por excelencia siendo muy celebradas las estatuillas de Tanagra (en la antigua Beocia) y de Mirina (cerca de Esmirna, en Asia Menor) por sus acabados de perfiles. Datan de los siglos IV a. C. y III a. C. las mejores de estas obras aunque ya empezaron en el VI a. C. y siguieron labrándose en la época romana, las cuales reproducen con frecuencia y a escala las obras maestras de los grandes artistas griegos. A imitación de las griegas, se modelaron otras en Sicilia, Etruria y Roma.